# Melodi Grand Prix 2022
La sessantesima edizione del Melodi Grand Prix si è svolta dal 15 gennaio al 19 febbraio 2022 presso l'Arena H3 di Fornebu e ha selezionato il rappresentante della Norvegia all'Eurovision Song Contest 2022.
I vincitori sono stati i Subwoolfer con Give That Wolf a Banana.

## Organizzazione
Il 28 maggio 2021 l'emittente radiotelevisiva pubblica Norsk rikskringkasting (NRK) ha confermato la partecipazione della Norvegia all'Eurovision Song Contest 2022 a Torino insieme all'organizzazione della sessantesima edizione del Melodi Grand Prix, competizione musicale tradizionalmente utilizzata per la scelta del rappresentante nazionale. Dallo stesso giorno è stato possibile inviare all'emittente proposte per il concorso entro il successivo 15 settembre. Per il terzo anno consecutivo la finale si è tenuta al di fuori della capitale norvegese, venendo ospitata dall'Arena H3 di Fornebu, nel comune di Bærum.

### Format
L'evento si è articolato in quattro semifinali da 4 partecipanti, una fase di ripescaggio e una finale da 10 partecipanti (4 qualificati dalle semifinali, uno qualificato dal ripescaggio e 5 pre-qualificati) suddivisa in tre fasi: prima, seconda e duello.
Le semifinali si sono svolte in due round e hanno promosso un finalista ciascuna; durante ogni semifinale si sono esibiti, uno ad uno, i finalisti pre-qualificati. La serata di ripescaggio è stata divisa in due parti: in una prima fase, tutti i 12 brani eliminati sono stati ripresentati, e il pubblico ne ha promossi 4; nella seconda parte, i brani rimanenti sono contesi l'ultimo posto nella finale, sempre deciso interamente dal pubblico.
La serata finale si è articolata in tre round di voto: il primo ha promosso i primi quattro classificati tra i 10 partecipanti, mentre il secondo ha decretato la composizione del duello che è andata a comporre l'ultima fase, nella quale è stato incoronato il vincitore della manifestazione.
Per via delle precauzioni dovute alla pandemia di COVID-19 in Norvegia, le semifinali e il ripescaggio si sono svolti senza pubblico presente nell'arena.

#### Votazione
Come accade dall'edizione 2020, i punteggi in tutte le serate sono stati calcolati tramite televoto, mentre una giuria di esperti guidata da Stig Karlsen, capo della delegazione norvegese all'Eurovision Song Contest, è stata utilizzata come sistema di riserva nel caso il televoto non fosse andato a buon fine.

## Partecipanti
I ventuno partecipanti sono stati annunciati il 10 gennaio 2022 e i relativi brani sono stati messi in commercio a partire dal giorno stesso.
| Artista                | Brano                      | Lingua            | Compositori                                                                                                |
| ---------------------- | -------------------------- | ----------------- | --- |
| Alexandra Joner        | Hasta la vista             | Inglese, spagnolo | Henrik Sæter, Jazara Aden Hutton                                                                           |
| Anna-Lisa Kumoji       | Queen Bees                 | Inglese           | Olli Äkräs, Alan Roy Scott, Elsbeth Rehder, Anna-Lisa Kumoji                                               |
| Christian Ingebrigtsen | Wonder of the World        | Inglese           | Christian Ingebrigtsen, Michael Hunter Ochs, Henrik Tala                                                   |
| Daniel Lukas           | Kvelertak                  | Norvegese         | Daniel Lukas Kalelic, Are Næsset                                                                           |
| Eline Noelia           | Ecstasy                    | Inglese           | Eline Noelia Myreng, Audun Agnar Guldbrandsen, Tea Megaard                                                 |
| Elsie Bay              | Death of Us                | Inglese           | Elsa Søllesvik, Jonas Holteberg Jensen, Andreas Stone Johansson                                            |
| Farida                 | Dangerous                  | Inglese           | Farida Bolseth Benounis, Rasmus Simon Vedvik Thallaug, Atle Pettersen, Peter Newman, Hannah Dorothy Bistow |
| Frode                  | Black Flowers              | Inglese           | Frode Vassel, Benjamin Larsen, Niklas Rosström, Celine Alette Pedersen Breivoll                            |
| Kim Wigaard            | La melodia                 | Inglese, italiano | Kim Wigaard Johansen, Marius Hagen, Karianne Sissener Amundsen, Ronny Janssen                              |
| Lily Löwe              | Bad Baby                   | Inglese           | Lill Sofie Wilsberg, Trond Holter, Victoria Land                                                           |
| Mari Bølla             | Your Loss                  | Inglese           | Lars Horn Lavik, Morten Franck, Mari Eriksen Bølla                                                         |
| Maria Mohn             | Fly                        | Inglese           | Maria Mohn, Einar Kristiansen Five                                                                         |
| Mira Craig             | We Still Here              | Inglese           | Mira Craig, Bård Berg                                                                                      |
| NorthKid               | Someone                    | Inglese           | Helge Moen, Alex Charles, Sandra Lyng, Jim Bergsted                                                        |
| Oda Gondrosen          | Hammer of Thor             | Inglese           | Morten Franck, Elsa Søllesvik, Torgeir Ryssevik, Oda Kristine Gondrosen                                    |
| Sofie Fjellvang        | Made of Glass              | Inglese           | Sofie Fjellvang, Kjetil Mørland                                                                            |
| Steffen Jakobsen       | With Me Tonight            | Inglese           | Mats William Wennerberg, Nicolai Herwell                                                                   |
| Sturla                 | Skår i hjertet             | Norvegese         | Sturla Fagerli Larsen                                                                                      |
| Subwoolfer             | Give That Wolf a Banana    | Inglese           | Keith, Jim, DJ Astronaut                                                                                   |
| Trollfest              | Dance like a Pink Flamingo | Inglese           | Eirik Renton, Jostein Austvik                                                                              |
| Vilde                  | Titans                     | Inglese           | Vilde Johannessen, Ben Adams, Sindre Timberlid Jenssen                                                     |

## Semifinali

### Prima semifinale
La prima semifinale si è svolta il 15 gennaio 2022. Eline Noelia e Frode hanno vinto i duelli rispettivamente contro Mira Craig ed i Trollfest, mentre nel duello finale Frode è risultato vincitore.
|  | Primo round                          | Primo round         |           |  | Secondo round        | Secondo round | Secondo round |
|  |                                      |                     |           |  |                      |               |               |
|  |                                      |                     |           |  |                      |               |               |
|  | Mira Craig We Still Here             | Eliminata           |           |  |                      |               |               |
|  | Eline Noelia Ecstasy                 | Qualificata         |           |  |                      |               |               |
|  |                                      |                     |           |  |                      |               |               |
|  |                                      |                     |           |  |                      |               |               |
|  |                                      |                     |           |  | Eline Noelia Ecstasy | Eliminata     |               |
|  |                                      | Frode Black Flowers | Finalista |  |                      |               |               |
|  |                                      |                     |           |  |                      |               |               |
|  |                                      |                     |           |  |                      |               |               |
|  |                                      |                     |           |  |                      |               |               |
|  |                                      |                     |           |  |                      |               |               |
|  | Frode Black Flowers                  | Qualificato         |           |  |                      |               |               |
|  | Trollfest Dance like a Pink Flamingo | Eliminati           |           |  |                      |               |               |

Come parte degli artisti pre-qualificati per la finale, in questa semifinale si è esibita:
| Artista   | Titolo      | Status          |
| --------- | ----------- | --------------- |
| Elsie Bay | Death of Us | Pre-qualificata |

### Seconda semifinale
La seconda semifinale si è svolta il 22 gennaio 2022. Steffen Jakobsen e Farida hanno vinto i duelli rispettivamente contro Lilly Löwe e Daniel Lukas, mentre nel duello finale Farida è risultata vincitrice.
|  | Primo round                      | Primo round      |           |  | Secondo round                    | Secondo round | Secondo round |
|  |                                  |                  |           |  |                                  |               |               |
|  |                                  |                  |           |  |                                  |               |               |
|  | Lilly Löwe Bad Bady              | Eliminata        |           |  |                                  |               |               |
|  | Steffen Jakobsen With Me Tonight | Qualificato      |           |  |                                  |               |               |
|  |                                  |                  |           |  |                                  |               |               |
|  |                                  |                  |           |  |                                  |               |               |
|  |                                  |                  |           |  | Steffen Jakobsen With Me Tonight | Eliminato     |               |
|  |                                  | Farida Dangerous | Finalista |  |                                  |               |               |
|  |                                  |                  |           |  |                                  |               |               |
|  |                                  |                  |           |  |                                  |               |               |
|  |                                  |                  |           |  |                                  |               |               |
|  |                                  |                  |           |  |                                  |               |               |
|  | Farida Dangerous                 | Qualificata      |           |  |                                  |               |               |
|  | Daniel Lukas Kvelertak           | Eliminato        |           |  |                                  |               |               |

Come parte degli artisti pre-qualificati per la finale, in questa semifinale si è esibito:
| Artista                | Titolo              | Status          |
| ---------------------- | ------------------- | --------------- |
| Christian Ingebrigtsen | Wonder of the World | Pre-qualificato |

### Terza semifinale
La terza semifinale si è svolta il 29 gennaio 2022. Oda Gondrosen e Vilde hanno vinto i duelli rispettivamente contro Mari Bølla e Sturla, mentre nel duello finale Oda Gondrosen è risultata vincitrice.
|  | Primo round                  | Primo round  |           |  | Secondo round                | Secondo round | Secondo round |
|  |                              |              |           |  |                              |               |               |
|  |                              |              |           |  |                              |               |               |
|  | Mari Bølla Your Loss         | Eliminata    |           |  |                              |               |               |
|  | Oda Gondrosen Hammer of Thor | Qualificata  |           |  |                              |               |               |
|  |                              |              |           |  |                              |               |               |
|  |                              |              |           |  |                              |               |               |
|  |                              |              |           |  | Oda Gondrosen Hammer of Thor | Finalista     |               |
|  |                              | Vilde Titans | Eliminata |  |                              |               |               |
|  |                              |              |           |  |                              |               |               |
|  |                              |              |           |  |                              |               |               |
|  |                              |              |           |  |                              |               |               |
|  |                              |              |           |  |                              |               |               |
|  | Sturla Skår i hjerte         | Eliminato    |           |  |                              |               |               |
|  | Vilde Titans                 | Qualificata  |           |  |                              |               |               |

Come parte degli artisti pre-qualificati per la finale, in questa semifinale si sono esibiti:
| Artista  | Titolo  | Status          |
| -------- | ------- | --------------- |
| NorthKid | Someone | Pre-qualificati |

### Quarta semifinale
La quarta semifinale si è svolta il 5 febbraio 2022. Maria Mohn e Sofie Fjellvang hanno vinto i duelli rispettivamente contro Alexandra Joner e Kim Wigaard, mentre nel duello finale Sofie Fjellvang è risultata vincitrice.
|  | Primo round                    | Primo round                   |           |  | Secondo round  | Secondo round | Secondo round |
|  |                                |                               |           |  |                |               |               |
|  |                                |                               |           |  |                |               |               |
|  | Maria Mohn Fly                 | Qualificata                   |           |  |                |               |               |
|  | Alexandra Joner Hasta la vista | Eliminata                     |           |  |                |               |               |
|  |                                |                               |           |  |                |               |               |
|  |                                |                               |           |  |                |               |               |
|  |                                |                               |           |  | Maria Mohn Fly | Eliminata     |               |
|  |                                | Sofie Fjellvang Made of Glass | Finalista |  |                |               |               |
|  |                                |                               |           |  |                |               |               |
|  |                                |                               |           |  |                |               |               |
|  |                                |                               |           |  |                |               |               |
|  |                                |                               |           |  |                |               |               |
|  | Kim Wigaard La melodia         | Elimanto                      |           |  |                |               |               |
|  | Sofie Fjellvang Made of Glass  | Qualificata                   |           |  |                |               |               |

Come parte degli artisti pre-qualificati per la finale, in questa semifinale si sono esibiti:
| Artista    | Titolo                  | Status          |
| ---------- | ----------------------- | --------------- |
| Subwoolfer | Give That Wolf a Banana | Pre-qualificati |

## Ripescaggio
Il ripescaggio si è svolto in due serate, il 7 e il 12 febbraio 2022, e ha visto competere i 12 partecipanti precedentemente eliminati durante le semifinali. È stato suddiviso in due fasi: nella prima parte il voto del pubblico ha selezionato quattro artisti da far accedere alla seconda parte del ripescaggio, che si svolgerà in maniera analoga alle semifinali.

### Prima parte
La prima parte del ripescaggio si è svolta il 7 febbraio 2022 presso l'Arena H3 di Fornebu.
Ad accedere alla seconda parte del rispescaggio sono stati i Trollfest, Mari Bølla, Kim Wigaard e Maria Mohn.
| #  | Artista          | Titolo                     |
| -- | ---------------- | -------------------------- |
| 1  | Mira Craig       | We Still Here              |
| 2  | Trollfest        | Dance like a Pink Flamingo |
| 3  | Eline Noelia     | Ecstasy                    |
| 4  | Lilly Löwe       | Bad Baby                   |
| 5  | Daniel Lukas     | Kvelertak                  |
| 6  | Steffen Jakobsen | With Me Tonight            |
| 7  | Mari Bølla       | Your Loss                  |
| 8  | Sturla           | Skår i hjertet             |
| 9  | Vilde            | Titans                     |
| 10 | Alexandra Joner  | Hasta la vista             |
| 11 | Kim Wigaard      | La melodia                 |
| 12 | Maria Mohn       | Fly                        |

### Seconda parte
La seconda parte del ripescaggio si è svolta il 12 febbraio 2022.
Ad accedere alla finale è stata Maria Mohn con Fly.
| # | Artista     | Titolo                     | Status      |
| - | ----------- | -------------------------- | ----------- |
| 1 | Mari Bølla  | Your Loss                  | Eliminata   |
| 2 | Kim Wigaard | La melodia                 | Eliminata   |
| 3 | Maria Mohn  | Fly                        | Qualificata |
| 4 | Trollfest   | Dance like a Pink Flamingo | Qualificata |

| # | Artista    | Titolo                     | Status    |
| - | ---------- | -------------------------- | --------- |
| 1 | Maria Mohn | Fly                        | Finalista |
| 2 | Trollfest  | Dance like a Pink Flamingo | Eliminati |

Come parte degli artisti pre-qualificati per la finale, in questa semifinale si è esibita:
| Artista          | Titolo     | Status          |
| ---------------- | ---------- | --------------- |
| Anna-Lisa Kumoji | Queen Bees | Pre-qualificata |

## Finale
La finale si è tenuta il 19 febbraio 2022 presso l'Arena H3 di Fornebu. L'evento in diretta è stato guardato da 737 000 telespettatori, un notevole calo rispetto all'edizione precedente che aveva attirato oltre un milione di persone.

### Prima fase
Nella prima fase, in cui si sono esibiti i dieci finalisti, il televoto ha promosso quattro artisti da far accedere alla fase successiva.
| #  | Artista                | Titolo                  |
| -- | ---------------------- | ----------------------- |
| 1  | Oda Gondrosen          | Hammer of Thor          |
| 2  | NorthKid               | Someone                 |
| 3  | Anna-Lisa Kumoji       | Queen Bees              |
| 4  | Farida                 | Dangerous               |
| 5  | Sofie Fjellvang        | Made of Glass           |
| 6  | Frode                  | Black Flowers           |
| 7  | Christian Ingebrigtsen | Wonder of the World     |
| 8  | Maria Mohn             | Fly                     |
| 9  | Subwoolfer             | Give That Wolf a Banana |
| 10 | Elsie Bay              | Death of Us             |

### Seconda fase –Gold Final
Nella seconda fase, denominata Gold Final, il televoto ha selezionato i due artisti da far accedere alla fase finale.
| #  | Artista         | Titolo                  |
| -- | --------------- | ----------------------- |
| 2  | NorthKid        | Someone                 |
| 5  | Sofie Fjellvang | Made of Glass           |
| 9  | Subwoolfer      | Give That Wolf a Banana |
| 10 | Elsie Bay       | Death of Us             |

### Fase finale –Gold Duel
Nell'ultima fase, nota anche come Gold Duel, il televoto, suddiviso nelle cinque regioni della Norvegia, ha decretato il vincitore tra i due superfinalisti.
| # | Artista    | Titolo                  | Voti        | Voti     | Voti           | Voti        | Voti      | Voti    | Voti   | Posizione |
| # | Artista    | Titolo                  | Meridionale | Centrale | Settentrionale | Occidentale | Orientale | Totale  | Totale | Posizione |
| - | ---------- | ----------------------- | ----------- | -------- | -------------- | ----------- | --------- | ------- | ------ | --------- |
| 2 | NorthKid   | Someone                 | 28 095      | 40 288   | 79 548         | 57 369      | 106 923   | 312 223 | 45,89% | 2         |
| 9 | Subwoolfer | Give That Wolf a Banana | 36 576      | 45 038   | 28 731         | 82 146      | 175 615   | 368 106 | 54,11% | 1         |